# Чаро
Чаро (исп. Charo) — посёлок и административный центр одноимённого муниципалитета в мексиканском штате Мичоакан. Численность населения, по данным переписи 2010 года, составила 5 207 человек.

## История
Посёлок был основан августинскими монахами в 1550 году.